# 물류산업진흥재단
물류산업진흥재단(KLIP)은 현대자동차그룹 현대글로비스의 출연으로 설립되었으며, 국토교통부의 설립허가를 받은 기관이다. 중소물류기업의 경쟁력 제고를 위한 역량강화 활동과 연구개발 및 학술 활동 등을 지원하고, 대 중소기업간 상생협력체제를 구축하여 물류산업의 선진화를 도모하기 위해 설립된 기관이다. 서울특별시 마포구 마포대로 34에 위치하고 있다.

## 설립근거
- 민법 제32조 (비영리법인의 설립과 허가) : 학술, 종교, 자선, 기예, 사교 기타 영리 아닌 사업을 목적으로 하는 사단 또는 재단은 주무관청의 허가를 얻어 이를 법인으로 할 수 있다.

## 연혁
- 2021년 5월 영남대학교 MOU 체결
- 2020년 11월 물류 설비장비편람 발간
- 2020년 9월 한국교통안전공단 MOU 체결
- 2020년 5월 물류산업진흥재단 이사장 한국로지스틱스대상 경영자상 수상
- 2019년 11월 대통령 표창 수상(물류 상생 생태계 조성 단체부문)
- 2019년 11월 콜드체인 물류편람 발간
- 2019년 2월 물류 스타트업 인큐베이팅센터 개소
- 2018년 12월 2018 물류 아이디어 경진대회 개최
- 2017년 12월 물류 아이디어 경진대회 개최
- 2017년 8월 물류스타트업 토크 콘서트 개최
- 2017년 7월 물류현장혁신 아카데미, 물류스타트업 아카데미 운영
- 2017년 3월 물류 스타트업 포럼 개최
- 2016년 12월 글로벌 물류정책세미나 개최
- 2016년 8월 국가물류정책방향 및 미래 물류산업 전망 세미나 개최(국토교통부 공동 주최)
- 2016년 5월 어린이 그림그리기 대회 개최(중소물류기업 종사자 자녀 대상)
- 2016년 5월 중소물류기업인을 위한 체육대회 개최
- 2016년 5월 한국로지스틱스학회 기관부문 대상 수상
- 2016년 3월 해외 우수물류현장 방문
- 2015년 10월 화물차 안전운전 캠페인 수행
- 2015년 1월 '중소물류산업인 신년회' 개최
- 2014년 3월 지정기부금단체 인가(기획재정부)
- 2013년 12월 현대글로비스 물류산업진흥재단 설립
- 2013년 12월 비영리 법인 설립허가 (국토교통부)

## 주요사업
- 정규교육 : 스마트물류, SCM, 재고관리, 수배송, 물류비 계산 등
- 물류자격증 특강 : 물류관리사 자격증 과정
- 윤리/환경/안전교육 : 대중소기업상생 윤리경영교육, 기업환경교육, 산업안전보건법 교육
- 물류 프로세스 컨설팅 지원 : 중장기 운영 전략, 서비스/품질 혁신, 낭비 절감, 재고관리, 콜드체인 등
- 물류 현장 컨설팅 지원 : 물류센터, 레이아웃, 설비, 장비 등 생산성 향상 관련
- 물류IT 컨설팅 지원 : 시스템 혁신, 물류 개선 방안 제시 등
- 물류 안전 컨설팅 지원 : 현장 안전 관련 운영 프로세스, 매뉴얼 구축 등
- 녹색 물류 컨설팅 지원 : 환경 개선, 친환경 구축 등
- 경영 일반 컨설팅 지원 : 세무/회계, 노무, 인사
- 기업 역량 강화 안정화 지원 : 노동법률준수 인증 및 수준 진단
- 기업 역량 강화 현장관리 역량강화 교육 : 인사·노무관리 입문 교육, 세미나(노동정책, 상생협력) 등
- 연구과제 : 중소물류기업 발전 지원사업, 미래 물류산업 트렌드 및 예측, 물류스타트업 발전, 스마트물류 관련 연구
- 논문공모 : 중소물류기업 경쟁력 강화
- 물류편람 발간 : 물류산업계 세부 분야 현황 조사 및 업계 공유
- 물류 매거진 발간 : 온/오프라인 매거진 및 뉴스레터 발간
- 물류 스타트업 경진대회 : 우수 물류 스타트업을 발굴하는 공모전 개최
- 인큐베이팅실 운영 : 창업공간 제공, 창업 지원 멘토링, 네트워킹 데이 등
- 해외 물류 컨퍼런스 참관
- 국내 우수 물류 현장 방문 및 박람회 참가
- 근무환경 개선 사업 : 임직원 복지 환경 개선
- 물류 정보 공유 플랫폼 사업  : 물류 특정 분야의 정보 제공, 재단 온라인 정보 플랫폼 운영
- 물류산업진흥 컨퍼런스 개최(학술세미나, 시상식)
- 우수중소물류기업(인) 포상공모
- 물류 협력포럼 : 정부 및 물류 유관단체와의 네트워킹, 국내외 물류업계 네트워크 허브 역할
- 온라인매체 운영지원 : 재단 홈페이지 및 SNS(블로그, 페이스북, 유튜브 소통)

## 유관기관
- 국토교통부
- 현대자동차그룹
- 현대글로비스
- 자동차부품산업진흥재단